# Calliotropis rhina
Calliotropis rhina là một loài ốc biển, là động vật thân mềm chân bụng sống ở biển thuộc họ Calliotropidae.

## Miêu tả
Loài này có vỏ dài 10 mm

## Phân bố
Chúng phân bố ở Gulf of Mexico and in the Atlantic Ocean along the Açores